# 融米造り
融米造り（ゆうまいづくり）は、日本酒の現代の製法の一つで、高温糖化法、高熱液化仕込みの一種。大手酒造メーカーの月桂冠によって開発された方法。焙炒造りと同様に、伝統的な工芸品というよりも、時代に即した近代的工業製品として日本酒をとらえているところが大きな特徴である。その点に関して今もって賛否両論がある。

## 製法
まず、米を精米し、洗米・浸漬して米に吸水させたあと、仕込み水とともにミキサーのような機械で乳白色の液体にする。そこへデンプンを分解する耐熱性の酵素剤を加えて100℃ほど蒸気で蒸す。こうすると、約10分で米のデンプン質が融解してオリゴ糖になり、液化する。液体を冷却したものを、麹や酵母とともにタンクへ送り発酵を待つ。そうすると、従来の伝統的方法よりもはるかに容易に、また、原材料・人件費などのコストも無駄なく安価に日本酒を製造することができる。

## 長所ならびに賛同的意見
- 米を無駄なく使うことができる。
- 時間と労力が短縮できる[1]。
- 醪（もろみ）の調整がしやすい[1]。
- 普通に蒸すよりも淡麗辛口に仕上がる（かつて販売されていた融米造りの上撰の日本酒度は+6で、あいラベル（エクストラ）は+5。現在も販売されている一般的な上撰辛口は+5で、恒の月・辛口（エクストラ）は+3）。
- 近代的な管理が行き届き、工業製品として在庫状況などに柔軟に対応できる[1]。
- 日本酒の国内消費低迷期、販売不振、人件費や諸経費の高騰という難しい時期に、手軽に酒を製造し販売できるという光明を開いた。
- 酒に詳しい消費者は、これでは実質価格の約2倍近い小売価格などというが、小売価格は実勢価格に基づいて決まってくるものであり、宣伝その他にも経費はかかるわけであり、消費者選択がその実勢価格で商品を選んでいればその選択を尊重すべきである。

## 短所
- 製造の過程で“かす”（液化粕）が出るが、“酒粕”として使用することができず、産業廃棄物として処理される[2]。ただし、月桂冠では液化仕込みで得られた“かす”（液化粕）を使用した研究を進めている[3]。
- 酒質に品格がなく腰がない。

## 融米造りへの誤解に基づく批判的意見
- 米を溶かしたあと搾るので、必要なタンパク質も流出してしまい、そのあとで麹を入れる意味がない。
米を溶かしたあとに「搾る」工程は存在しない。米を融かした液を丸ごと使い、麹・酵母を投入し発酵を進める。
- 酒税法上『清酒』と表示するためのアリバイとして麹を入れていると考えられても仕方のない部分がある。
融米の工程では、デンプンはオリゴ糖にまでしか分解されておらず、酵母が消費できるグルコースは0%に近く、実際には融かした米に酵母を投入しても発酵は起こらない。発酵を起こすには融かした米に麹を投入して（麹歩合が“原料米の3%以上”必要[4]）酵母が消費できるグルコースに分解する必要がある。ゆえに、「アリバイとして麹を入れる」のではない。
- 麹を入れた以上、並行複発酵はおこなっていると主張できるが、実質上はビールと同じ単発酵である。
「融かした米→グルコース」への分解工程と「グルコース→エタノール」への発酵工程が同時進行しているので、単発酵ではなく並行複発酵である。